# 트랙 스파이크

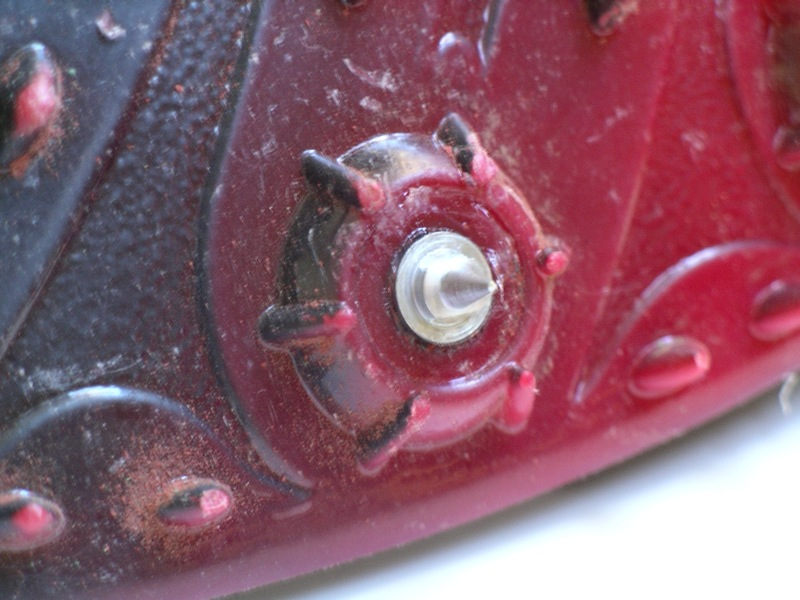
트랙 핀 스파이크

트랙 스파이크(track spike) 또는 스파이크(spike)는 트랙에서 경주 (스포츠)할 때 운동선수가 사용하는 밑창에 돌출된 스파이크가 있는 신발 유형이다. 일부 스파이크는 트랙에서의 장기간 훈련을 위해 설계되었지만 일반적으로 신발은 경주용으로 사용된다. "스파이크"라는 용어는 이러한 돌출부가 있는 트랙 슈즈를 의미할 수도 있지만 기술적으로는 핀이라고 한다. 스파이크는 팀 스포츠에 사용되는 스터드와 유사하지만 일반적으로 더 작고 끝이 뾰족하다.

## 역사
트랙 스파이크는 1860년대 영국에서 인기를 끌었지만, 달리기 견인력을 제공하는 신발의 스파이크 개념은 훨씬 더 오래 전부터 존재해 왔다. 사도 바울로 당시(c. 5 – c. 67)의 군사 무기에 관한 1852년 출판물 칼멧(Calmet)의 성경 사전에 기록되었다.

## 같이 보기
- 스타팅 블록